# Gyrophaena bihamata
Gyrophaena bihamata  (лат.) — вид жуков-стафилинид рода Gyrophaena из трибы Homalotini (подсемейство Aleocharinae). Евразия.

## Распространение
Палеарктика: Европа, Северная Африка, Россия (включая Сибирь и Дальний Восток), Украина, КНДР, Турция.

## Описание
Мелкие коротконадкрылые жуки. Длина тела от 1,2 до 2,2 мм, форма овальная, дорзо-вентрально сплющенная. Окраска желтовато-коричневая (голова чёрная, переднеспинка и брюшко красновато-коричневые, надкрылья и ноги светлее, желтовато-коричневые). Обнаружены с мая по сентябрь. Личинки и взрослые жуки питаются грибами (облигатные микофаги), в которых живут, питаются и размножаются, откладывают яйца. Поедают споры, базидии и гифы грибницы. Голова широкая, сильно поперечная. Глаза относительно крупные, выступающие (за глазами голова суженная). Язычок длинный и узкий. Губные щупики 2-члениковые. Переднеспинка уже надкрылий. Задние лапки 5-члениковые, а лапки передних и средних состоят из 4 сегментов (формула лапок: 4-5-5).